# 輪之内町民センター
輪之内町民センター（わのうちちょうみんセンター）は、岐阜県安八郡輪之内町にある公共施設。

## 概要
農村地域定住促進対策事業として建設された施設であり、農家の農業生産と生活の両面におけるコミュニティ機能の低下を防ぐ必要から、所得の増大、就労の安定を図ること、地域住民相互間における交流の促進、産業の振興、人材の教養知識の向上、生活環境改善などのための施設である。
1980年（昭和55年）10月に着工し、1981年（昭和56年）8月13日竣工。輪之内町の産業系施設として位置づけられる。

## 施設概要
- 和室（2室）
- 営農相談室
- 作業実習室
- 調理教室
- 健康相談室
- 青年研修室
- 就業相談室
- 視聴覚室
- 大会議室
- 中会議室
- 小会議室

## 利用案内
- 開館時間：9:00 - 21:00[4]
- 休館日：年末年始（12月29日 - 1月3日）[4]

## 交通アクセス

### 公共交通機関
- 名阪近鉄バス「輪之内文化会館」バス停より徒歩約3分。
  - 大垣駅（大垣駅前バスのりば）より輪之内線「輪之内文化会館」行き。
  - 岐阜羽島駅より輪之内羽島線「輪之内文化会館」行き。

## 周辺施設
- 輪之内町立輪之内中学校
- 輪之内町役場
- 輪之内町文化会館
- 輪之内アポロンスタジアム
- 輪之内町立図書館・歴史民俗資料館
- 輪之内町保健福祉センター
- 輪之内体育センター